# Лоузи, Джозеф
Джозеф Лоузи (англ. Joseph Losey; 14 января 1909, Ла-Кросс, штат Висконсин, США — 22 июня 1984, Лондон, Великобритания) — американский и британский режиссёр театра и кино.

## Биография
Родился 14 января 1909 года в городе Ла-Кросс в Висконсине (США) под именем Джозеф Уолтон Лоузи III. Его дед, которого также звали Джозеф Уолтон Лоузи (1834—1901), был известным в Ла-Кроссе адвокатом, в честь которого названа одна из главных улиц города и установлена мемориальная арка. Отец, Джозеф Уолтон Лоузи-младший (1879-1925), также планировал стать юристом, но в связи со смертью отца бросил учёбу в Принстоне и вернулся в Ла-Кросс, где работал на железной дороге. В 1907 году он женился на Ине Лоузи (в девичестве — Хигби; 1880-1958). Джозеф Лоузи III был их первенцем. У Джозефа также была младшая сестра Мэри Луиз Лоузи, родившаяся в 1911 году.
В детстве много болел, страдал астмой. В Ла Кроссе учился в одной школе с будущим известным кинорежиссёром Николасом Рэем. В 1925 году в результате осложнения аппендицита умер отец Лоузи. В этом же году Джозеф окончил школу и благодаря наследству от крестного смог поступить в Дартмутский колледж. После двух лет изучения медицины, увлекшись студенческим театром, где он играл в пьесах и работал за кулисами, Лоузи поменял направление на гуманитарные науки. После получения степени бакалавра в Дартмуте в 1929 году поступил в магистратуру Гарвардского университета, которую окончил в 1930 году со степенью магистра по английской литературе.
В 1930 году переезжает в Нью-Йорк, где начинает писать театральные и книжные обзоры и рецензии для таких изданий как «The New York Times», «Theatre Magazine» и «The Saturday Review of Literature». Фактически случайно Лоузи принял участие в бродвейской постановке «Гранд-отель» в качестве ассистента помощника режиссера. В 1931 году ему выдалась возможность вновь поехать в Европу (где он впервые побывал в 1928 году). На этот раз он посетил Париж, Германию и Лондон. В Лондоне через друзей он получил работу помощника режиссера в лондонской театральной постановке «Отсроченный платёж» c Чарльзом Лоутоном, которая в этом же году перекочевала на Бродвей.
Учился в Германии вместе с Бертольтом Брехтом, затем вернулся в США, где работал на Бродвее и в Голливуде.
В 1946-47 гг. — член Коммунистической партии США. В 1951 году стал жертвой маккартистской «охоты на ведьм»: был обвинён в связях с коммунистами и включён в «Чёрный список» Голливуда. После этого Лоузи решил уехать в добровольное изгнание в Великобританию.
Первое время даже в Великобритании Лоузи был вынужден работать под псевдонимом Виктор Хенбери (фильм «Спящий тигр», 1954) и Джозеф Уолтон («Близкий незнакомец», 1956), так как актёры опасались, что после работы в фильмах Лоузи у них тоже могут возникнуть проблемы в Голливуде.
В 1960-е работал вместе с драматургом Гарольдом Пинтером. Все наиболее успешные картины Лоузи сняты в сотрудничестве с ним, в том числе «Слуга» (1963), «Несчастный случай» (1967) и «Посредник» (1971). Все эти фильмы были отмечены международными наградами, включая «Золотую пальмовую ветвь» Каннского кинофестиваля за «Посредника».
Последней крупной постановкой Лоузи был «Дон Жуан» (1979), экранизация оперы Моцарта.

## Фильмография
- 1939 — Pete-Roleum and His Cousins … короткометражка
- 1941 — Youth Gets a Break … короткометражка
- 1941 — A Child Went Forth … короткометражка
- 1945 — Пистолет в его руке / A Gun in His Hand … короткометражка
- 1947 — Жизнь Галилея / Leben des Galilei … короткометражка
- 1948 — Мальчик с зелёными волосами / The Boy with Green Hair
- 1950 — Разделительная линия / The Lawless
- 1951 — М / M
- 1951 — Вор / The Prowler
- 1951 — Долгая ночь / The Big Night
- 1952 — Незнакомец на прогулке / Imbarco a mezzanotte
- 1954 — Спящий тигр / The Sleeping Tiger
- 1955 — Человек на берегу / A Man on the Beach … короткометражка
- 1956 — Близкий незнакомец / The Intimate Stranger
- 1956 — Икс: Неизвестное / X: The Unknown
- 1957 — Безжалостное время / Time Without Pity
- 1957 — Цыганка и джентльмен / The Gypsy and the Gentleman
- 1959 — Свидание вслепую / Blind Date
- 1959 — First on the Road … короткометражка
- 1960 — Криминал / The Criminal
- 1962 — Ева / Eva
- 1963 — Слуга / The Servant
- 1963 — Проклятые / The Damned
- 1964 — За короля и отечество / King and Country
- 1966 — Модести Блейз / Modesty Blaise
- 1967 — Несчастный случай / Accident
- 1968 — Тайная церемония / Secret Ceremony
- 1968 — Бум! / Boom!
- 1970 — Силуэты на пересечённой местности / Figures in a Landscape
- 1971 — Посредник / The Go-Between
- 1972 — Убийство Троцкого / The Assassination of Trotsky
- 1973 — Кукольный дом / A Doll’s House
- 1975 — Галилео / Galileo
- 1975 — Романтичная англичанка / The Romantic Englishwoman
- 1976 — Месьё Кляйн / Monsieur Klein
- 1979 — Дон Жуан / Don Juan
- 1982 — Форель / La truite
- 1985 — Парная / Steaming